# 旭川しょうゆ焼きそば
旭川しょうゆ焼きそば（あさひかわしょうゆやきそば）は、北海道旭川市で提供されている焼きそば。旭川市で秋季に開催される食文化の祭典「北の恵み 食べマルシェ」（以下「食べマルシェ」と略）をきっかけとして、2010年代以降に開発された。旭川産または北海道産の米粉や醤油などの食材を用いていることが特徴とされる。道央と旭川を代表するB級グルメの一つ、旭川ラーメンや塩ホルモンに次いで知名度の高い旭川グルメとの声もある料理である。

## 開発の経緯
旭川食品加工協議会が2010年（平成22年）に「食べマルシェ」に試験的に出品した焼きそばがもとになっている。この焼きそばに、北海道産小麦粉と旭川産米粉を配合した麺、旭川産の醤油仕立てのタレを活用したものが「旭川しょうゆ焼きそば」である。
翌2011年（平成23年）に、旭川の食品関連団体による「アグリフードプロジェクト戦略会議」で、この焼きそばを旭川の新たなブランドとするための意見交換や試食が行われた。同2011年6月に、9月開催予定の「食べマルシェ」に先駆けて、プレイベント「春の地場産フェア・神楽地区地域マルシェ」が旭川で開催され、ここで旭川しょうゆ焼きそばが、新たなご当地グルメとして初めて販売された。9月の「食べマルシェ」では、4業者による「あさひかわしょうゆ焼きそばブース」のブースが開設された。
同2011年9月、旭川の食品関連団体や農業者らにより、旭川の新しいご当地グルメの普及を目標とする「旭川しょうゆ焼きそばの会」が発足し、後述のような規定が定められた。それまでの焼きそばの提供は居酒屋やイベント会場でのみであったが、2011年10月には、旭川市の飲食店経営業者であるプリコで、冷蔵、冷凍パック商品が開発された。
2012年（平成24年）2月には、駅弁の製造販売業者である旭川駅立売商会により、旭川しょうゆ焼きそばが駅弁として商品化され、3月より販売が開始された。旭川産や北海道産の食材を用いるという特徴を守りつつ、冷めても美味しく食べられるよう工夫が為された。
同2012年4月には、旭川しょうゆ焼きそばを提供する全24店舗（2012年4月時点）を紹介するパンフレットと公式ウェブサイトが完成した。
2018年（平成30年）からは旭川市立東陽中学校の調理実習にも取り入れられ、旭川大学の学生がオリジナルの焼きそばの販売会を開催するなど、学校の授業や研究の題材として、教育に活用する動きも出始めている。

## 特徴
「旭川しょうゆ焼きそばの会」によれば、旭川しょうゆ焼きそばの「おきて3カ条」として、以下の3つが規定されている。
- 旭川産米粉と北海道産小麦を配合した麺を使用する[13]。
- 旭川産の醤油ダレで味付けする[13]。
- 旭川（道北）産の食材を一品以上、具材に入れる[13]。

これらの規定は、旭川が「上川百万石」と謳われるほどの米どころであることと、1944年（昭和19年）創業の老舗である日本醤油工業株式会社（キッコーマンの関連企業）が旭川にあることなどが、由来となっている。
米粉を配合した麺は、通常の麺と比べて白くて、粘りと弾力に富む食感、醤油ダレと油分を適度に吸うことが特徴である。麺の種類は、縮れ麺、ストレート麺、細麺、太麺など、店舗によって、その店ごと味に合わせて様々な麺が使用されている。
醤油ダレも、旭川産の醤油を元に、店舗ごとにニンニク入り、トマト風味、バター入りなど、独自のものが作られている。具材もまた地産地消にこだわっており、「旭川（道北）産」との条件以外は店舗によって、魚粉、サケ節、塩ホルモン、地産野菜とイタリア産チーズ、北海道産豚トロ、塩ザンギ（鶏肉のから揚げ）など、様々なものが使用されている。なお具材の規定は、会の発足当時は「旭川産か上川産の食材」であったが、2012年9月に「旭川（道北）産」に変更されたことで、日本海とオホーツク海の魚介類の使用が可能となり、具材のバリエーションが広がった。登録商標を取得せずに、自由な発想での展開を目指していることも、特徴の一つに挙げられる。

## 反響
2011年6月の「春の地場産フェア・神楽地区地域マルシェ」では、7種類の独自のメニューを前に長蛇の列ができた。同2011年8月に道の駅あさひかわでも焼きそばの実演販売が行われ、人気を集めた。9月の「食べマルシェ」では、4業者のブースすべての売上が100万円を突破し、同年の食べマルシェの成功の一因となった。
2011年10月に開発された冷蔵・冷凍パック商品が、同月に西武旭川店で地下1階にあるテナント「北の恵み 食べマルシェ」で販売された限定百個が、たちどころに完売となった。同2011年12月のお歳暮商戦でも、地場産品として人気を博した。同月に道の駅あさひかわで開催された「冬の地場産フェア」でも、焼きそば4種が集まった一角には、客が行列をなした。2012年2月には旭川冬まつりでも出店され、人気メニューとなった。
2014年の「食べマルシェ」では「新ご当地グルメ対決」として、北海道の畜産物として出展された「旭川しょうゆホルメン」と販売累計数を争った結果、3685対3567で勝利した。老舗商店街である旭川銀座商店街で2015年に行われたイベント「銀座食べマルシェ2015」も人気を集めた。
2017年（平成29年）頃には、国道から奥まった場所にある店舗へ、観光客が焼きそばを目当てに車やバイクで訪れるケースも増え始めた。2018年の「食べマルシェ」でも、旭川駅前広場会場に焼きそばが登場、好天も手伝って予想以上の人出となり、麺を追加注文するほどの人気ぶりであった。
2019年（平成31年）3月時点においては、開発から10年に満たないにもかかわらず、通算販売数が35万食を越えた。観光客を中心として、旭川ラーメンや塩ホルモンに次ぐ知名度の高い旭川グルメとの声も上がった。半面、食材の特徴である米粉麺は、販売店用の限定生産で市販されていないために、家庭で調理できないことが課題の一つに挙げられている。